# 올랜도 레이지
| 올랜도 레이지 |                        |
| 콘퍼런스      | {{{콘퍼런스}}}         |
| 디비전        | 동부 디비전            |
| 설립연도      | 2001년                 |
| 해체연도      | 2001년                 |
| 역사          | 올랜도 레이지 (2001년) |
| 경기장        | 시트러스 보울          |
| 연고지        | 플로리다주 올랜도      |
| 소유주        |                        |
| 회장          |                        |
| 단장          | 톰 비에트              |
| 감독          | 갈렌 홀                |
| 리그 우승     |                        |
| 콘퍼런스 우승 | {{{콘퍼런스 우승}}}    |
| 디비전 우승   | 1회 (2001)             |

올랜도 레이지(Orlando Rage)는 플로리다주, 올랜도를 연고지로 하는 XFL 동부 디비전 소속 미식축구 팀이다. 홈 경기장은 시트러스 보울이다.